# Ширшов, Михаил Александрович
Михаил Александрович Ширшов (4 ноября 1920, деревня Липовка, Нижегородская губерния — 25 декабря 1999, пос. Воротынец, Нижегородская область) — полный кавалер ордена Славы.

## Биография
Родился в русской крестьянской семье. Окончил 4 класса, работал в колхозе.
С 1940 г. — в рядах Красной Армии. С июля 1942 г. — на фронтах Великой Отечественной войны, участвовал в боях за Брянск, Воронеж, Донбасс, Варшаву. В 1943 г. вступил в КПСС.
19-20 августа 1944 г., будучи командиром отделения 120-мм миномётов 990-го стрелкового полка (230-я стрелковая дивизия, 57-я армия, 3-й Украинский фронт), старший сержант М. Ширшов при прорыве обороны противника у с. Киркаешты (Молдавия) подавил 3 огневые точки и сразил более 10 пехотинцев; 11 декабря 1944 г. награждён орденом Славы III степени.
2 февраля 1945 г. с тем же расчётом (в составе 9-го стрелкового корпуса, 5-й ударной армии, 1-й Белорусский фронт) в боях у населённого пункта Карлсбизе (28 км северо-западнее Кюстрина, Польша) ликвидировал бронетранспортёр, 3 пулемёта и свыше 10 вражеских солдат и офицеров; 3 марта 1945 г. награждён орденом Славы II степени.
С 22 по 26 апреля 1945 г. в сражении за Берлин отделение М. Ширшова разрушило дзот, подавило огневую точку, рассеяло и частично уничтожило группу автоматчиков противника. За взятие Берлина М. А. Ширшов получил благодарность Верховного командующего:

В боях за прорыв сильно укрепленной, глубоко эшелонированной обороны немцев, прикрывавшей Берлин с востока, Вы проявили образцы бесстрашия и героизма. Вместе с воинами своего соединения Вы одним из первых ворвались в столицу Германии… За Ваши боевые заслуги Верховный командующий в своем приказе № 339 от 23 апреля 1945 года объявил Вам благодарность.
15 мая 1946 г. награждён орденом Славы I степени.
В 1947 г. демобилизован. Участвовал в восстановлении Сталинграда; в результате несчастного случая потерял кисть правой руки. Затем работал шофёром, плотником в совхозе в д. Липовка. С 1987 г. жил в пос. Воротынец.

## Награды
- Орден Славы I, II, III степени (11.12.1944, № 6727; 3.3.1945, № 25131; 15.5.1946, № 1881)
- Орден Отечественной войны I степени
- медаль «За отвагу»
- медаль «За боевые заслуги»
- медали
- тринадцать благодарностей Верховного Главнокомандующего.

## Память
6 мая 2005 года на доме, в котором жил М. Ширшов (улица Мира, Воротынец), установлена мемориальная доска.